# Мойсбург
Мойсбург (нім. Moisburg) — громада в Німеччині, розташована в землі Нижня Саксонія. Входить до складу району Гарбург. Складова частина об'єднання громад Голленштедт.
Площа — 11,25 км2. Населення становить 2027 ос. (станом на 31 грудня 2021).

## Галерея

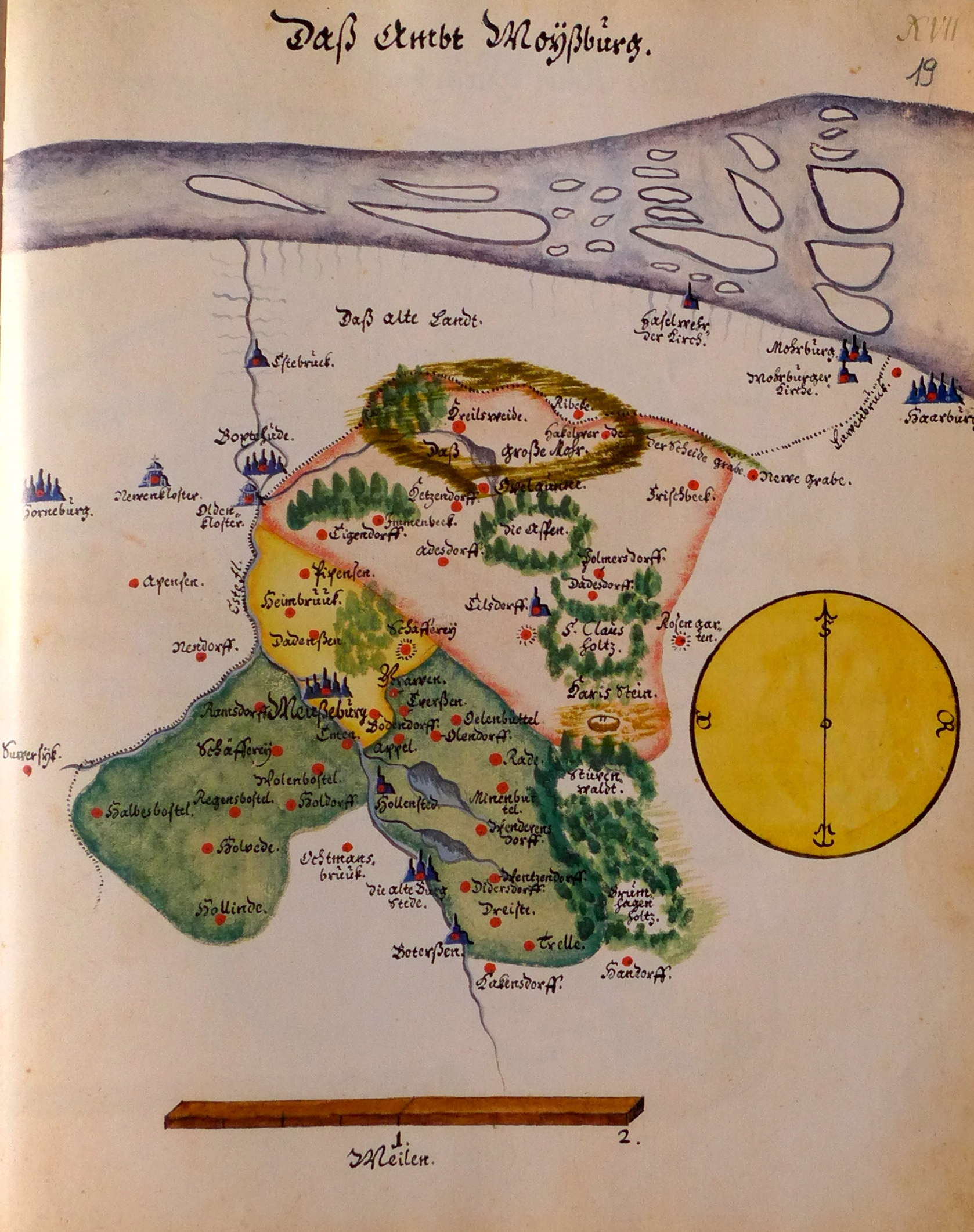
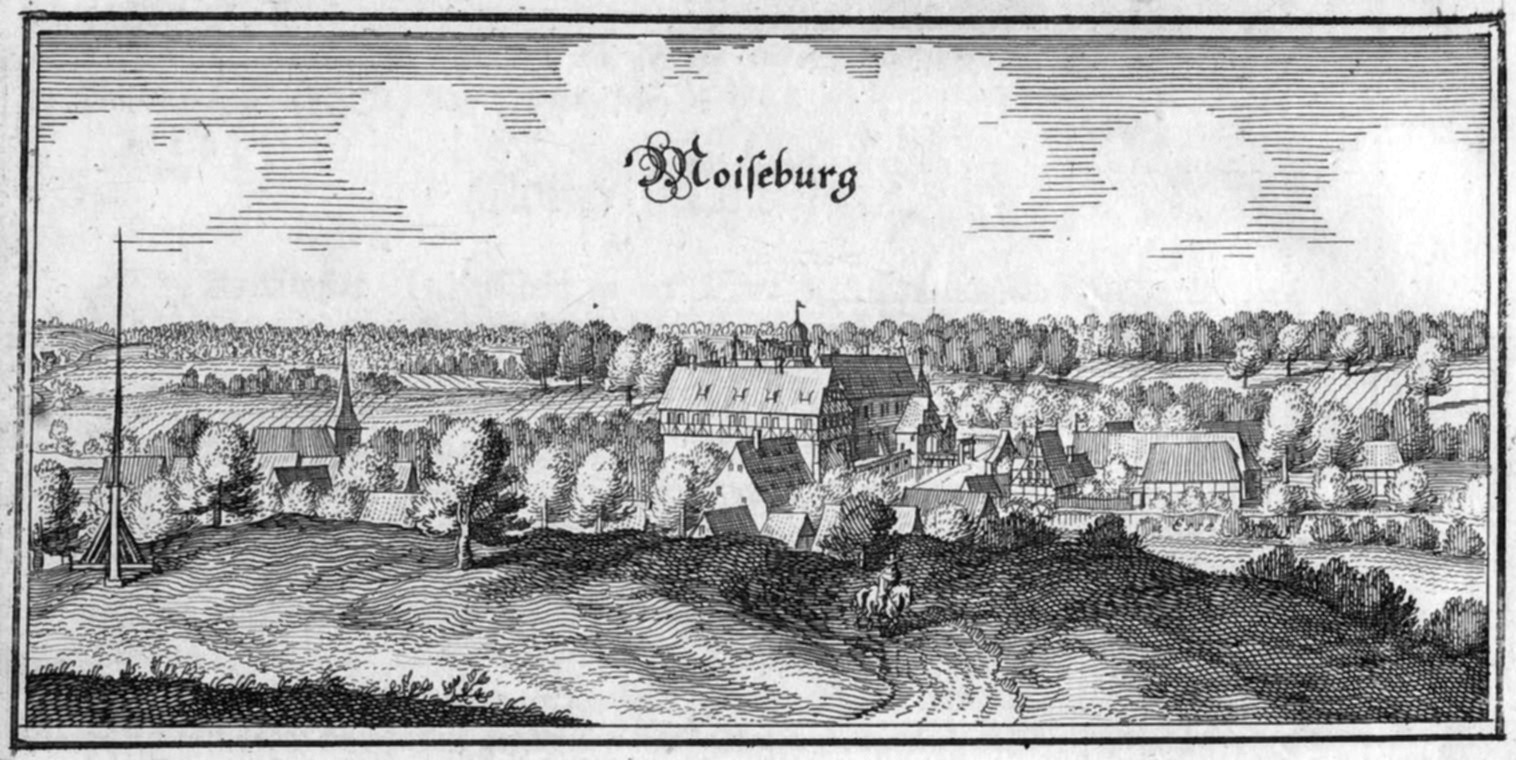